# Adolf Opálka

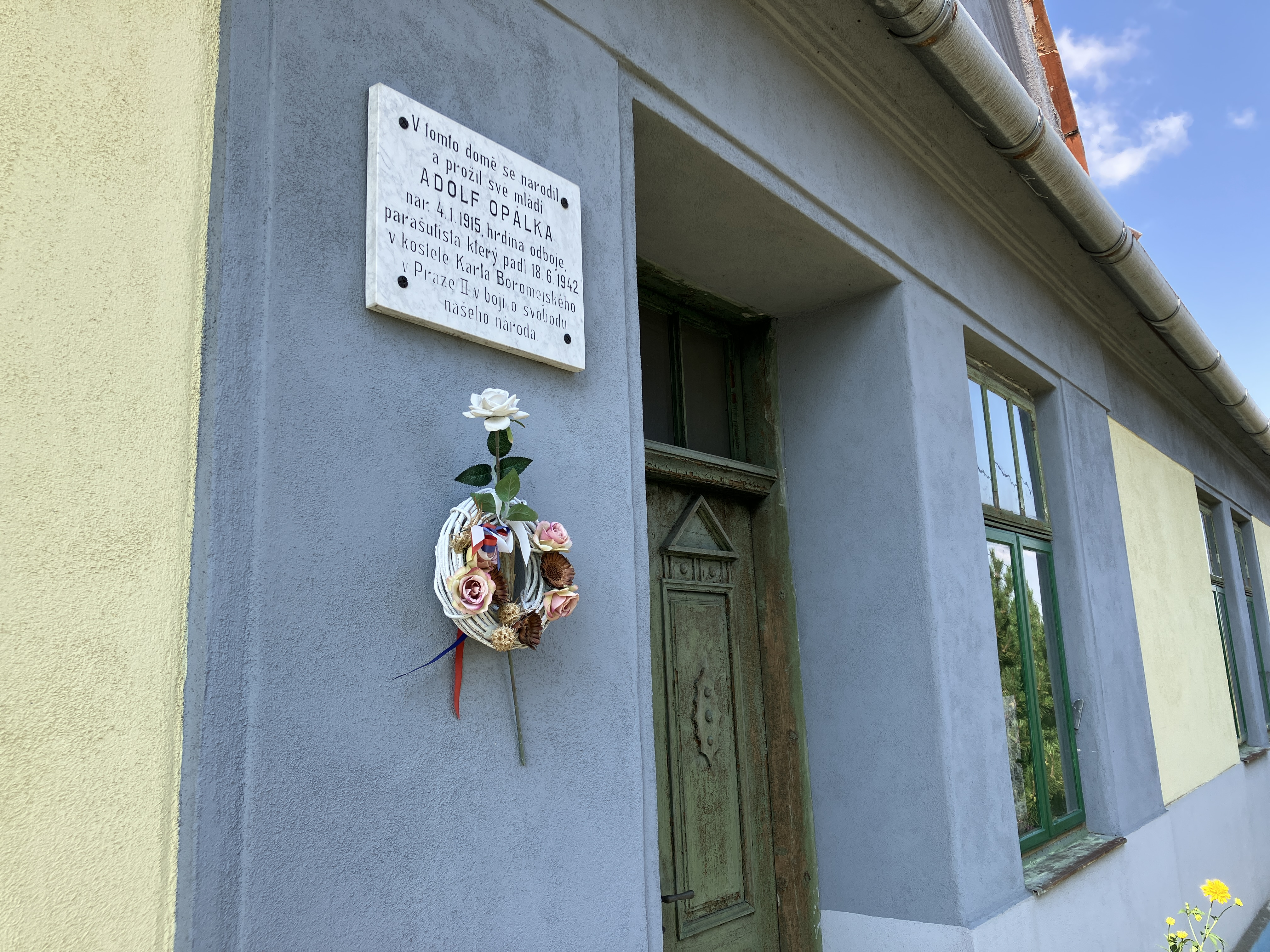
Rodný dům Adolfa Opálky v Rešicích (2023)

Adolf Opálka (4. ledna 1915, Rešice – 18. června 1942, Praha) byl československý voják, velitel skupiny Out Distance. Zemřel na kůru pravoslavného kostela svatých Cyrila a Metoděje v Resslově ulici společně s dalšími 6 parašutisty, kteří se podíleli na přípravě a provedení atentátu na zastupujícího říšského protektora Reinharda Heydricha.

## Mládí
Narodil se 4. ledna 1915 v Rešicích, v okrese Moravský Krumlov jako nemanželský syn tulešického mlynáře Viktora Jarolíma (1882—1942) a zemědělské dělnice Anežky Opálkové (1885—1923), která ve mlýně sloužila. Matka se později provdala do Rokytné (cca 14 km od Rešic) za kováře Jana Vérostu, s nímž měla dvě dcery. Vychováván byl prarodiči, rodiči své matky, později tetou, mladší neprovdanou sestrou své matky. 
Po absolvování obecné školy a tří let měšťanské se začal učit automechanikem. Po úrazu ruky přestoupil na obchodní akademii v Brně, kde v roce 1936 maturoval. Od 1. října 1936 nastoupil k 43. pěšímu pluku v Brně. Odtud nastoupil již v hodnosti četaře aspiranta 1. září 1937 na Vojenskou akademii v Hranicích. Po absolvování akademie v červenci 1938 byl zařazen v hodnosti poručíka pěchoty k horskému pluku č. 2 v Ružomberku. V tomto útvaru sloužil i během mobilizace. 
Z armády byl propuštěn po okupaci, a to 21. dubna 1939. 
Byl skautem, členem Svazu skautů RČS.

## V exilu
26. června 1939 odešel společně se svým bratrancem Františkem Pospíšilem do Polska. Po krátkém pobytu v táboře v Malých Bronowicích odplul do Francie, kde nastoupil službu u Cizinecké legie v Africe. Po vypuknutí druhé světové války se vrátil zpět do Francie. 26. září 1939 byl prezentován u československé zahraniční armády v Agde. Přidělen byl k 1. pěšímu pluku vznikající 1. pěší divize, a 8. ledna 1940 byl přeložen k jejímu 3. pěšímu pluku jako velitel 5. roty. Jelikož 3. pluk nebyl v době německého vpádu do Francie ještě bojeschopný, do bojů o ni nezasáhl.
Po pádu Francie byl 12. července 1940 evakuován do Velké Británie, kde sloužil u kulometné roty Československé samostatné brigády. V létě 1941 souhlasil se zařazením do výcviku pro plnění zvláštních úkolů. Od 19. září 1941 do 24. března 1942 prodělal kurz na STS 26 ve Skotsku, dále parakurz a kurz útočného boje. Po ukončení výcviku byl již v hodnosti nadporučíka pěchoty jmenován velitelem výsadku Out Distance.

## Nasazení
28. března 1942 krátce po půlnoci byl společně s Ivanem Kolaříkem (který o pět dní později spáchal sebevraždu) a Karlem Čurdou (který se stane konfidentem gestapa) vysazen u Ořechova nedaleko Telče. Přestože se zranil na noze, přesunul se do Prahy s falešnou občanskou legitimací na jméno Adolf Král. 
V polovině dubna 1942 se s dalšími parašutisty přesunul do Plzně, aby se podílel na přípravách a realizaci operace Canonbury, leteckém útoku RAF na plzeňskou Škodovku.  
Velel skupině složené z parašutistů z několika výsadkových skupin. V Praze se ukrýval u manželů Bradáčových na Vinohradech. Adolf Bradáč a jeho manželka Marie Bradáčová byli zastřeleni 24. října 1942 v Mauthausenu.  
Počátkem května 1942 ubytovávali Adolfa Opálku manželé Pavla Vykouková a Pravoslav Vykouk v radotínském domku v Pražské ulici (dnes Ke Zdeři) 320/49. Opálka v Radotíně pobýval rovněž v tamní sokolovně, kterou Vykoukovi měli ve správě a nacházela se poblíž jejich bydliště (dnes Vykoukových 622/2, Praha-Radotín). Vykoukovi byli popraveni 24. října 1942 v Mauthausenu.
V květnu 1942 přebýval Adolf Opálka v dejvickém bytě v Buzulucké ulici u Boženy Kropáčkové. Razii gestapa po atentátu na Heydricha přečkal v úkrytu v bytě Terezie Kasperové ve Velvarské ulici, poté se vrátil ke Kropáčkové. Ta ho vybavila teplým oblečením (mj. vlněným svetrem po svém manželovi, ve kterém Opálka padl), konzervami a cigaretami, aby se 5. června 1942 přesunul do nového úkrytu v kryptě pravoslavného kostela sv. Cyrila a Metoděje. Kvůli zradě Karla Čurdy byl tento úkryt gestapem odhalen. Božena Kropačková i Terezie Kasperová nebyly prozrazeny a válku přežily. 

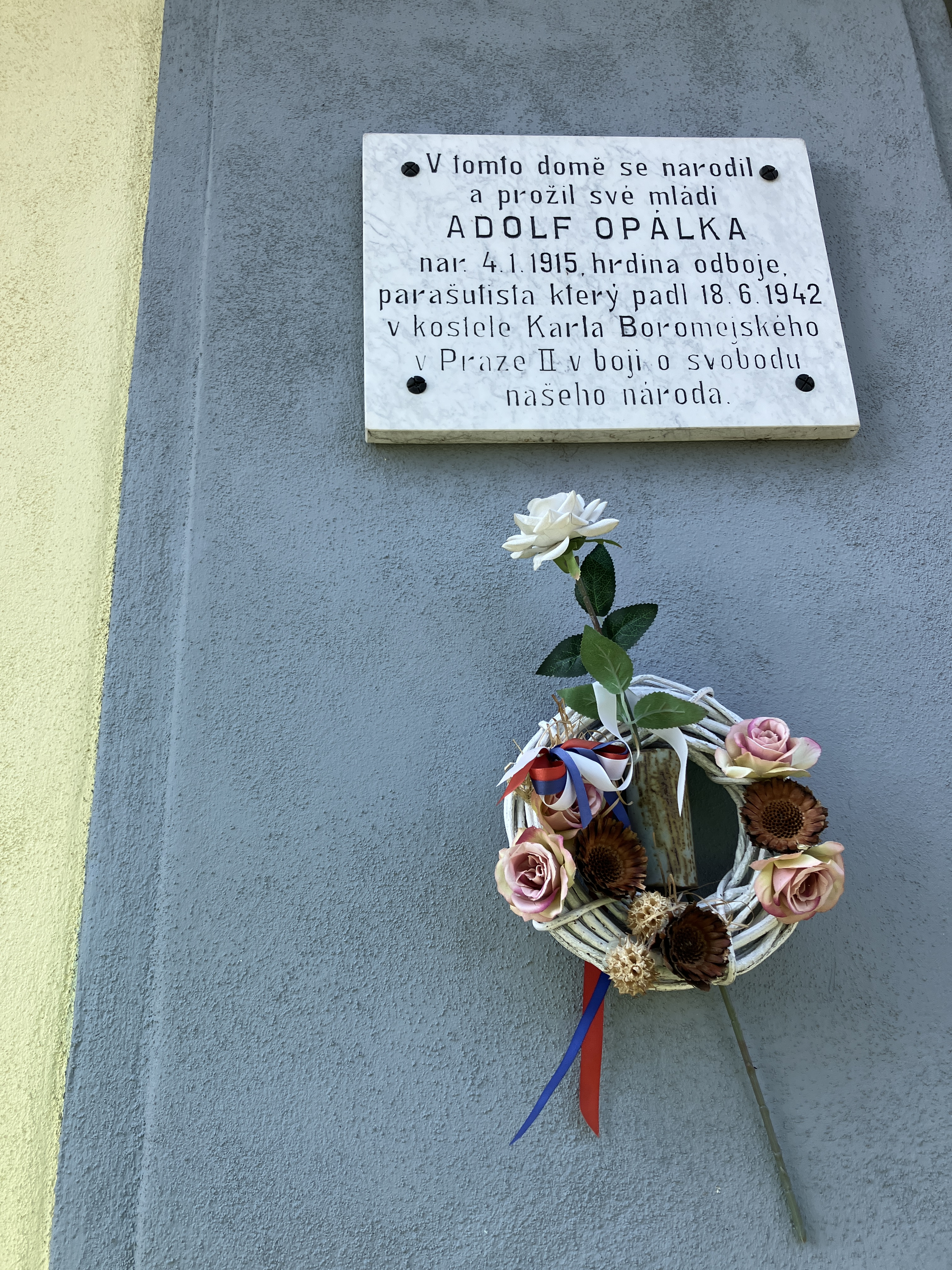
Plaketa na rodném domě Adolfa Opálky v Rešicích (2023)

Adolf Opálka padl společně s dalšími výsadkáři při obraně kostela sv. Cyrila a Metoděje v boji proti velké německé přesile. Trojice parašutistů – Opálka, Kubiš a Bublík – se bránila na kůru. Opálka těžce zraněný požil jed a následně se zastřelil.
Jako pomstu za jeho podíl na atentátu byla jeho teta Marie Opálková popravena 24. října 1942 v Mauthausenu. Rodina Opálkova byla vyvražděna (nebo zahynula v nacistických koncentračních táborech a věznicích) skoro celá. Tyto brutální nacistické represálie se týkaly i rodin bratranců, sestřenic, švagrů, švagrových a dalšího širšího příbuzenstva.

## Památka
Po osvobození republiky byl in memoriam povýšen do hodnosti štábního kapitána pěchoty, v roce 1990 do hodnosti majora a v roce 2002 rozkazem ministra obrany do hodnosti plukovníka in memoriam.
Jeho jméno nesou ulice v Praze-Kobylisích, v Brně-Bystrci, v Moravském Krumlově či v Horoušanech.

### Vyznamenání
- 1942  Československý válečný kříž 1939
- 1944  Pamětní medaile československé armády v zahraničí se štítky Francie a Velká Británie
- 1945  druhý Československý válečný kříž 1939
- 1947 Certificate of the King’s Commendation
- 1949  Československý vojenský řád Za svobodu
- 1968  Řád Bílého lva za vítězství
- 1991  Řád Milana Rastislava Štefánika
- 2010  Kříž obrany státu[13]

| „                                      | Honneur et discipline, valeur et fidelité neboli Čest a disciplína, chrabrost a věrnost. | “ |
| — Opálkovo heslo na pomníku v Rešicích |                                                                                          |   |

### Pamětní desky a pomníky
Na památku Adolfa Opálky byla jeho busta usazena do národního památníku hrdinů heydrichiády při pravoslavném chrámu sv. Cyrila a Metoděje v Praze.
Na chodníku na rohu Václavské a Resslovy ulice v Praze je pamětní destička s jeho jménem v místě, kde 18. června 1942 bylo položeno jeho mrtvé tělo. Na místě je celkem sedm destiček parašutistů, kteří padli v boji v kostele sv. Cyrila a Metoděje. Osmá destička nese jméno Jana Milíče Zelenky, který spáchal sebevraždu v záběhlickém "Husově háji" a jehož tělo sem bylo převezeno k dodatečné identifikaci.
Na rohu Buzulucké a Kafkovy ulice v pražských Dejvicích připomíná pamětní deska na domě místo, kde se na jaře 1942 Opálka ukrýval u Boženy Kropáčkové, která zázrakem celou 
Heydrichiádu přežila.
Další pamětní desky jej připomínají na jeho rodném domě v Rešicích a také na tamním pomníku obětí válek.
Jeho jméno se nachází také na pomníčku v místě seskoku u Ořechova, za obcí směrem na obec Stranná, na kterém je nápis: NA PAMĚŤ PARAŠUTISTY NPOR. ADOLFA OPÁLKY A VŠECH OBĚTÍ BOJE PROTI FAŠISMU V LETECH 1939 - 1945.Ořechova.
V Brně je jméno Adolfa Opálky uvedeno na mramorové plaketě, která je umístěna před vchodem do Masarykova studentského domova v Brně v Cihlářské ulici. Opálka zde pobýval během svých studií mezi roky 1932 a 1936. Odhalení desky proběhlo za přítomnosti představitelů města Brna 27. 5. 2002. Dále ho pak připomíná sedm bust parašutistů u Muzea českého a slovenského exilu 20. století ve Štefánikově ulici.

## Fotogalerie

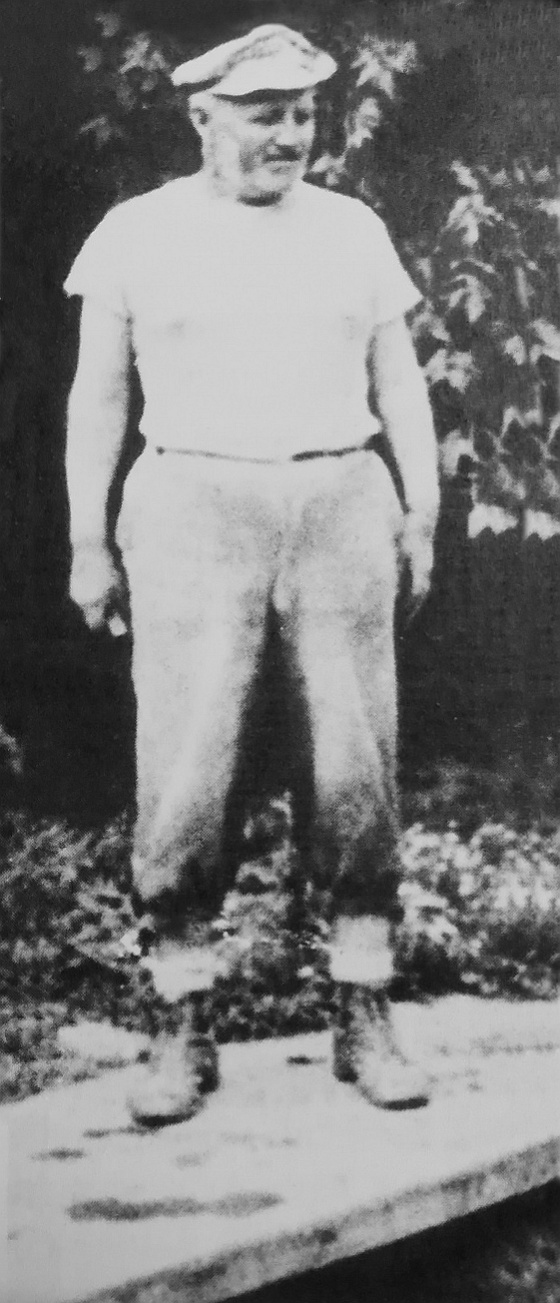
Biologický otec Adolfa Opálky – mlynář Viktor Jarolím
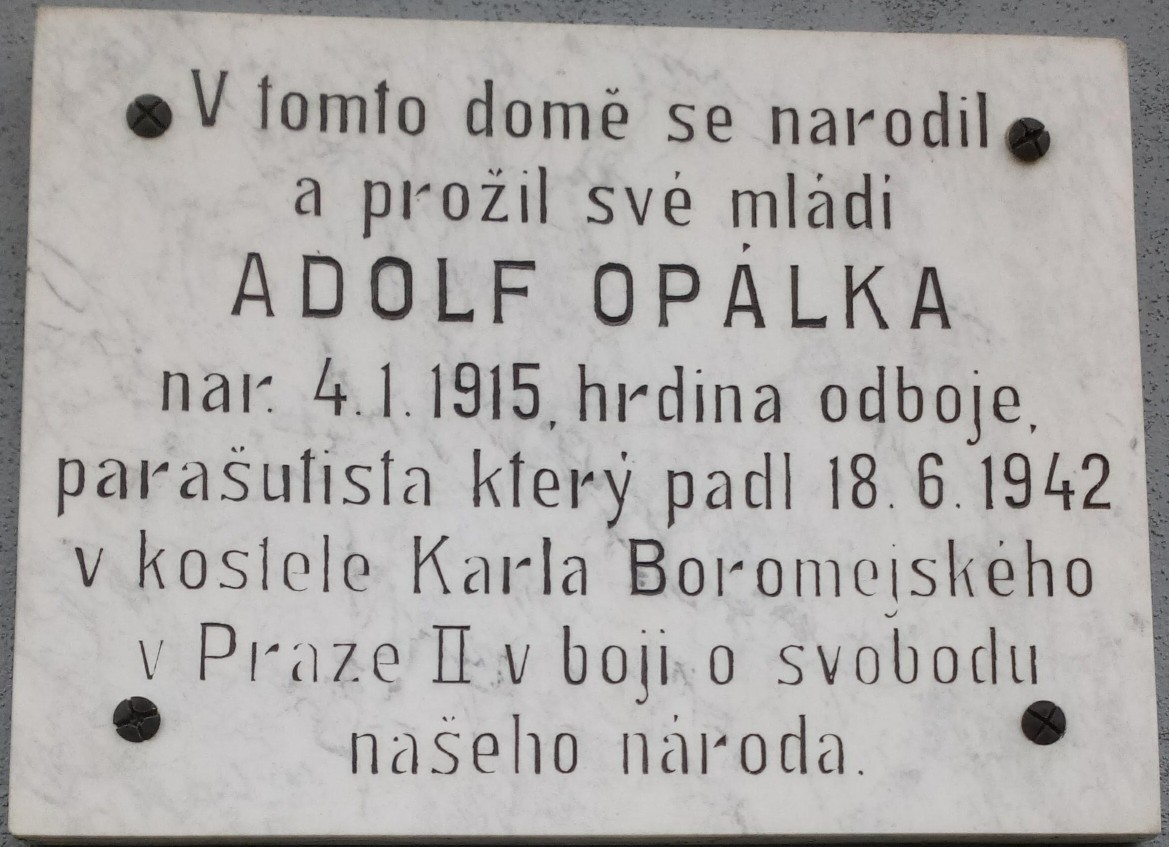
Rešice č. 101
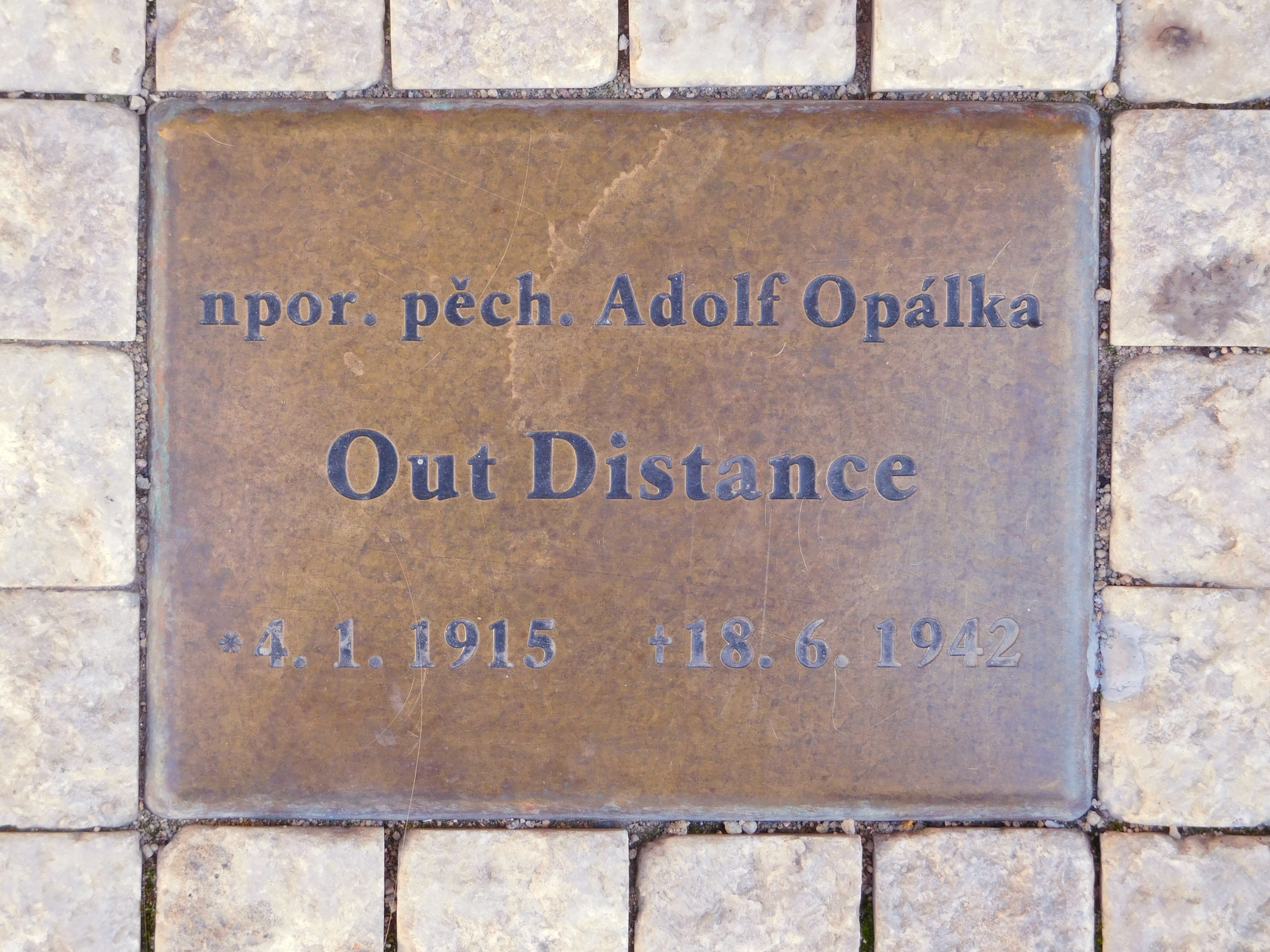
Pamětní kámen na rohu Václavské a Resslovy ulice v Praze, kde leželo jeho tělo po boji v kostele
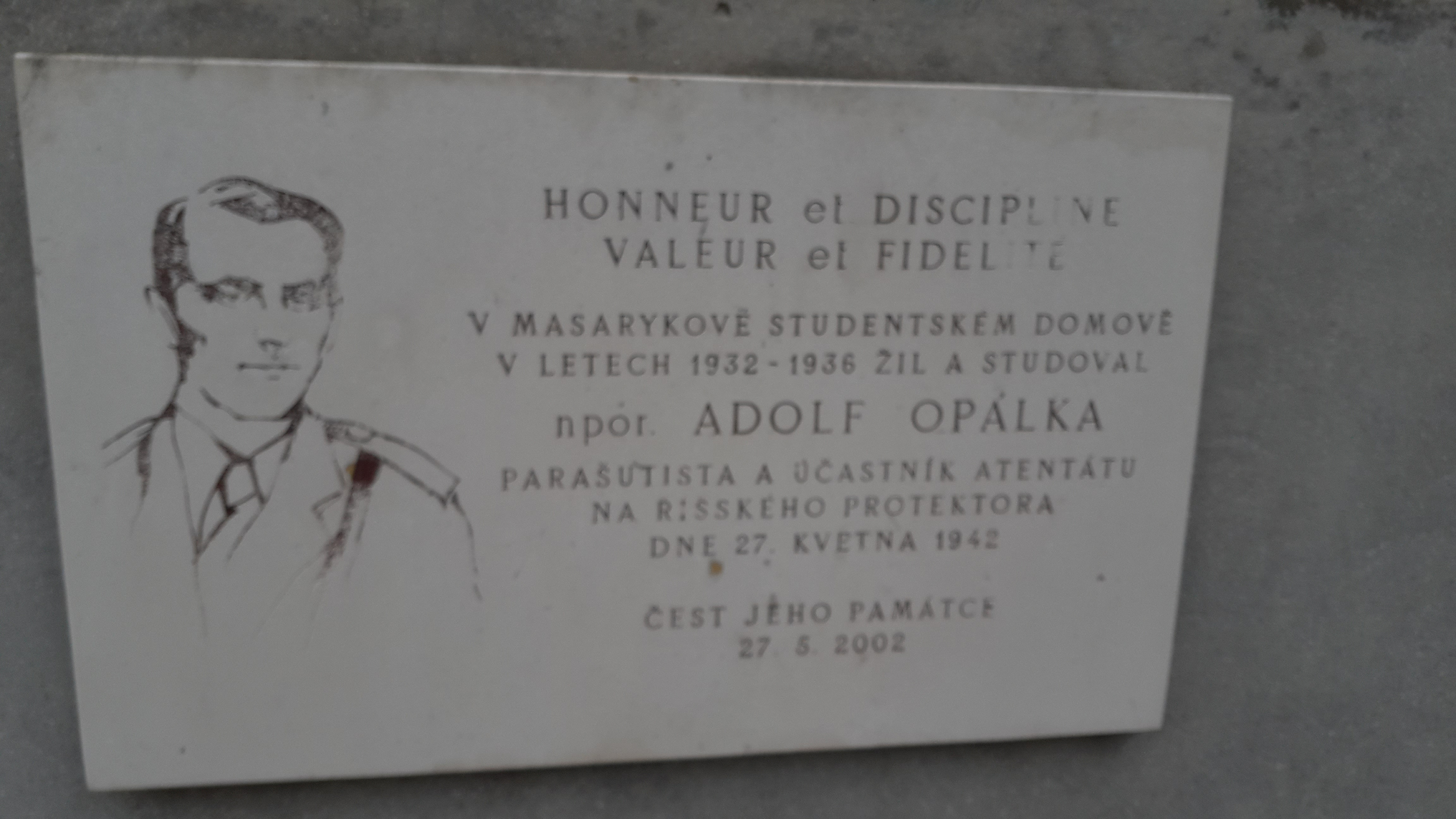
Pamětní deska v Brně (Masarykovy koleje)
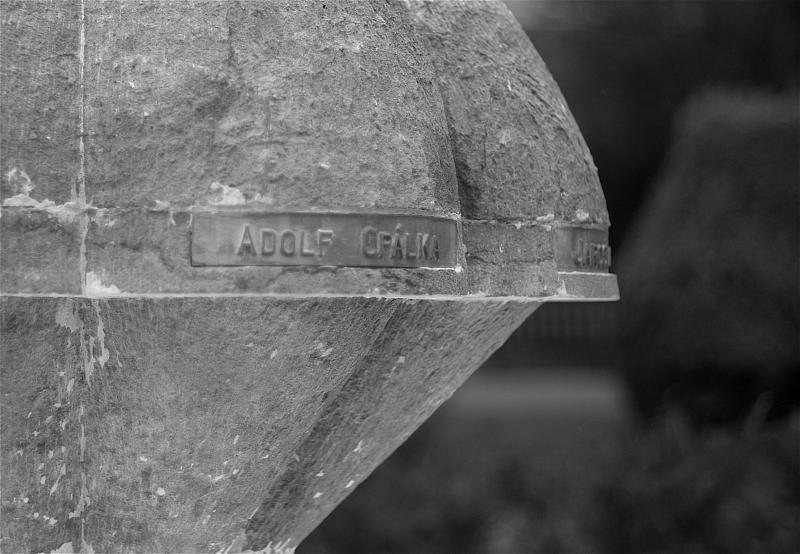
Opálkovo jméno na detailu fontány – památníku československým výsadkářům v anglickém Royal Leamington Spa
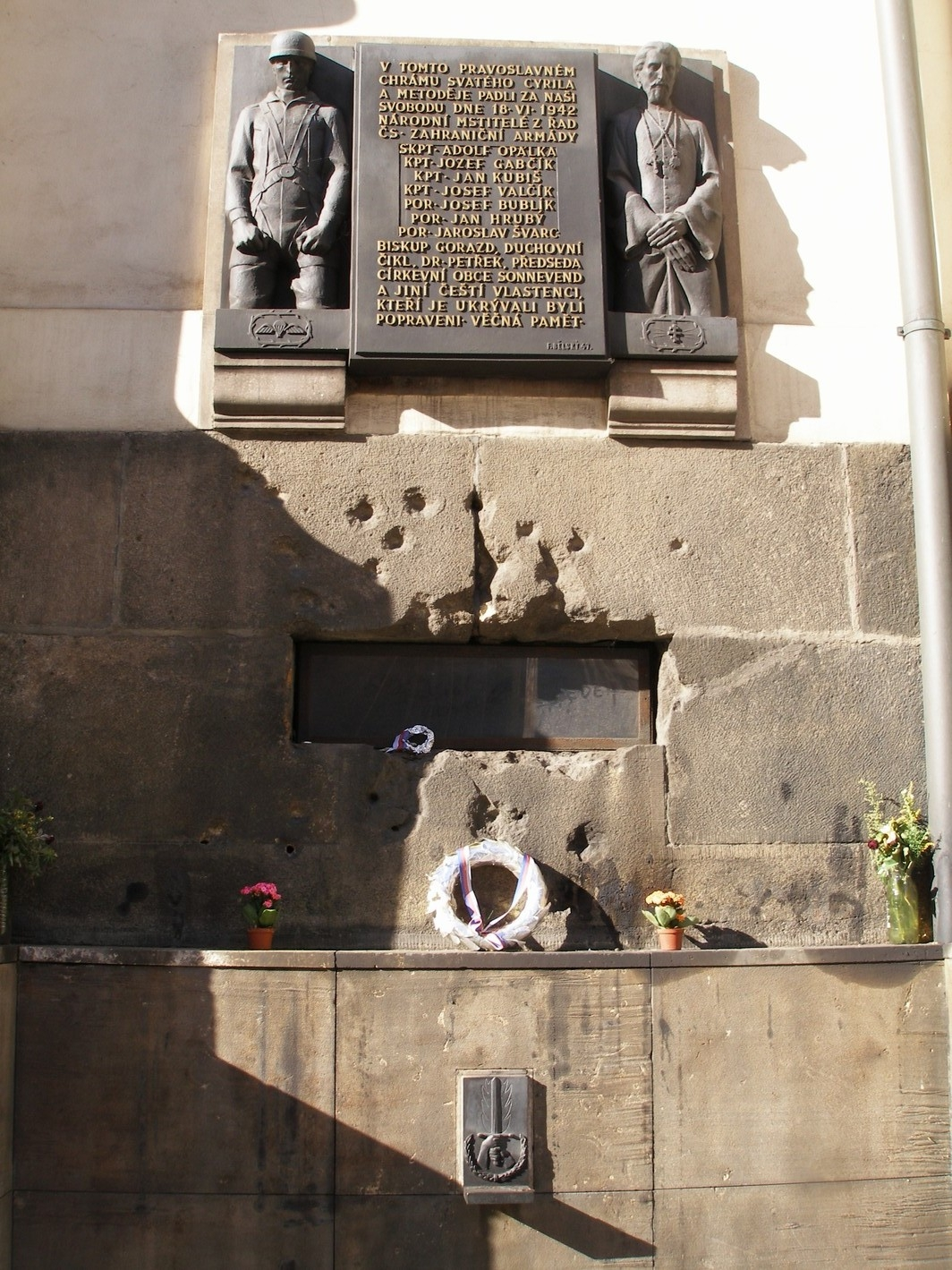
Opálkovo jméno je i na pamětní desce na kostele, kde se parašutisté skrývali
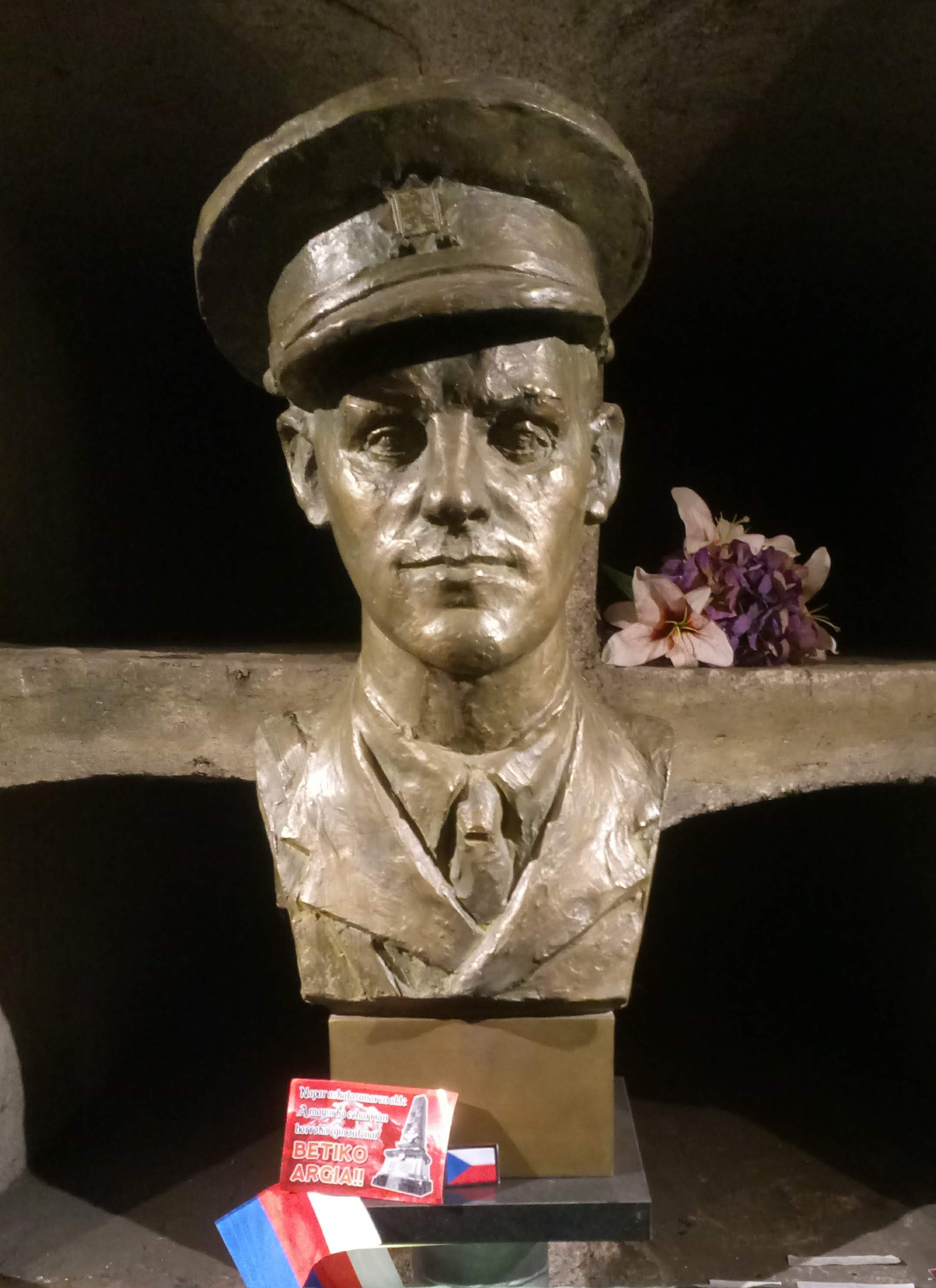
Busta v kryptě kostela sv. Cyrila a Metoděje v Praze
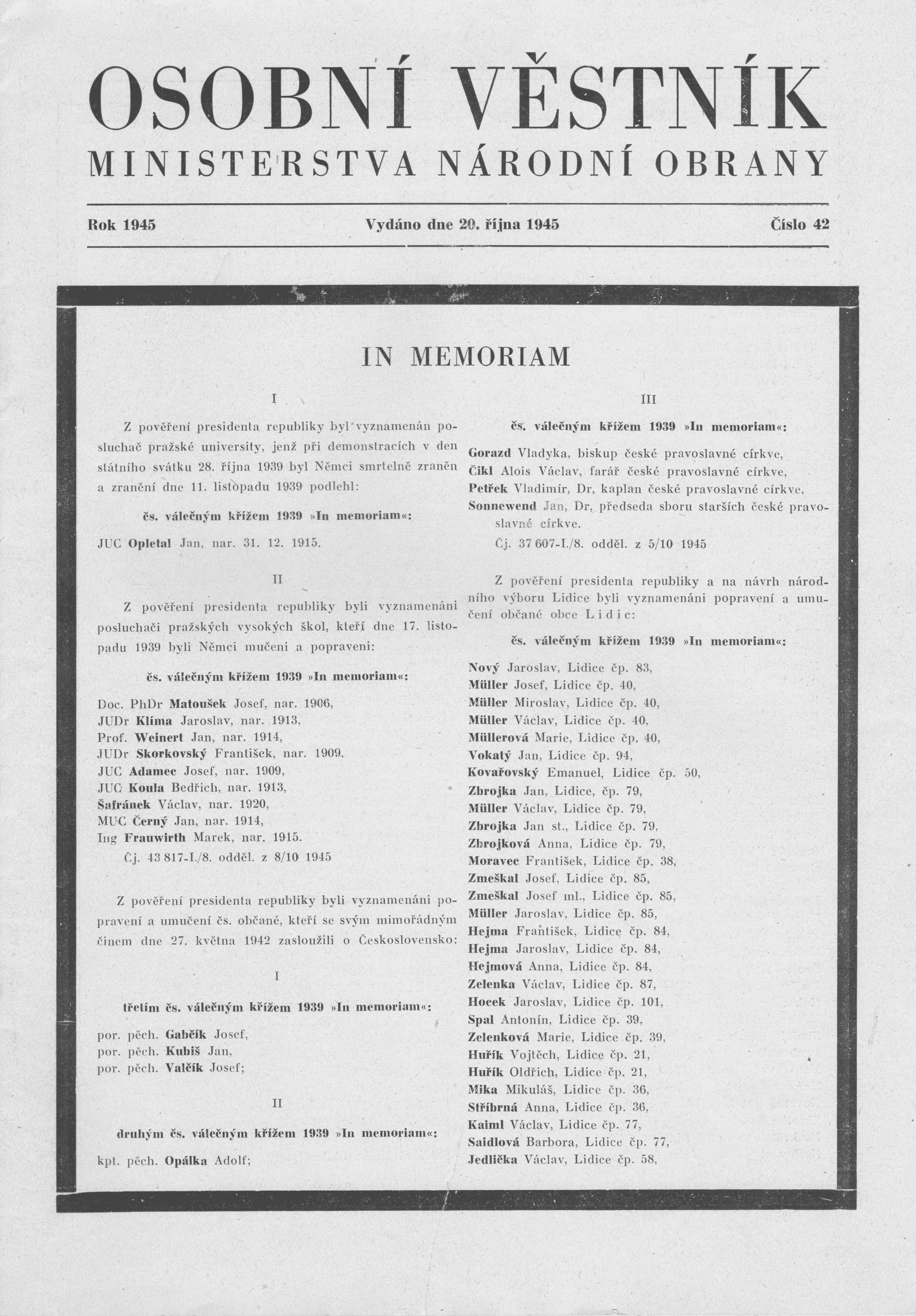
Osobní věstník MNO číslo 42 ze dne 20. října 1945 - titulní strana: udělení Československého válečného kříže 1939-1945
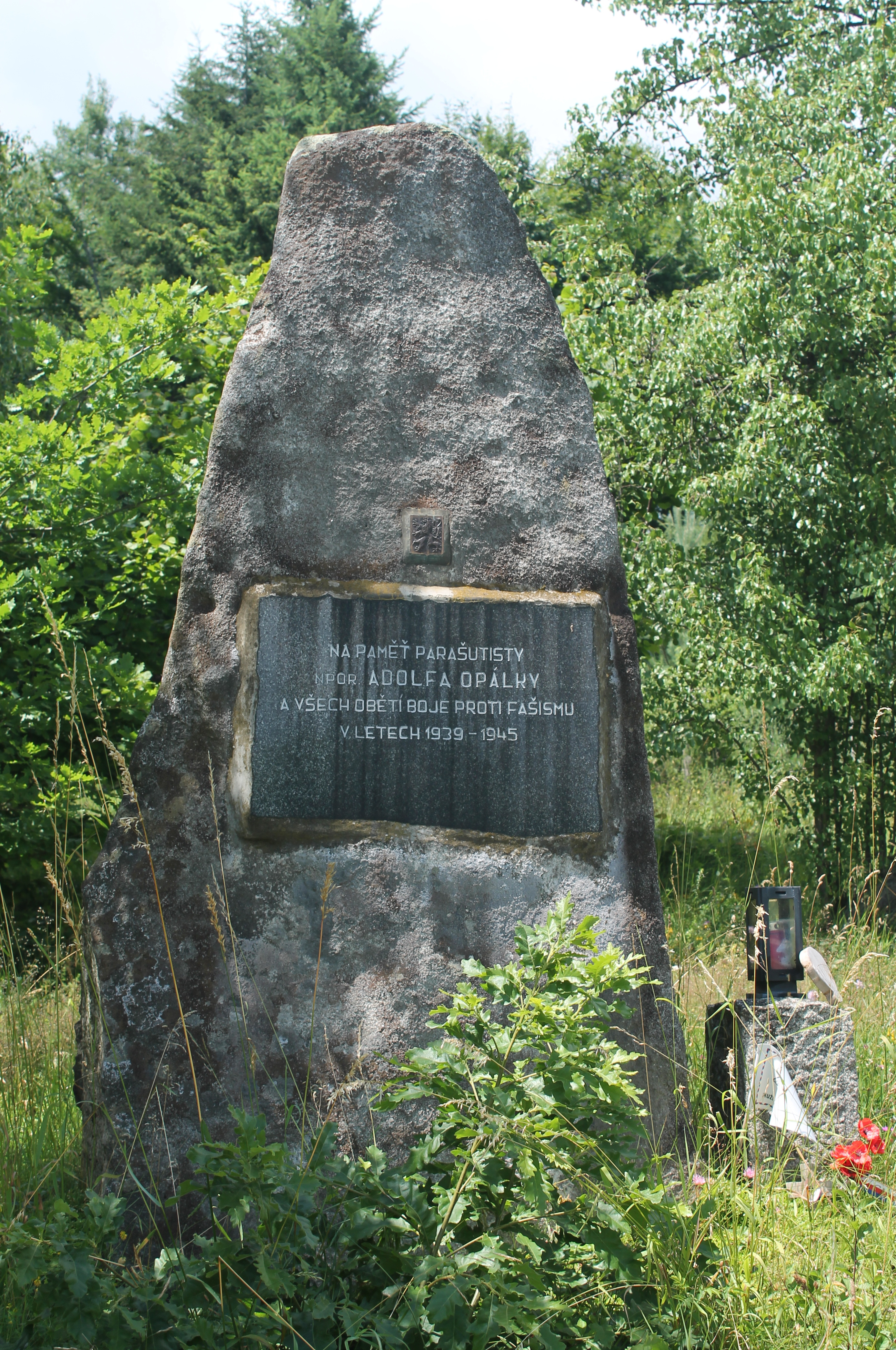
Památník seskoku parašutistů skupiny Out Distance, Ořechov
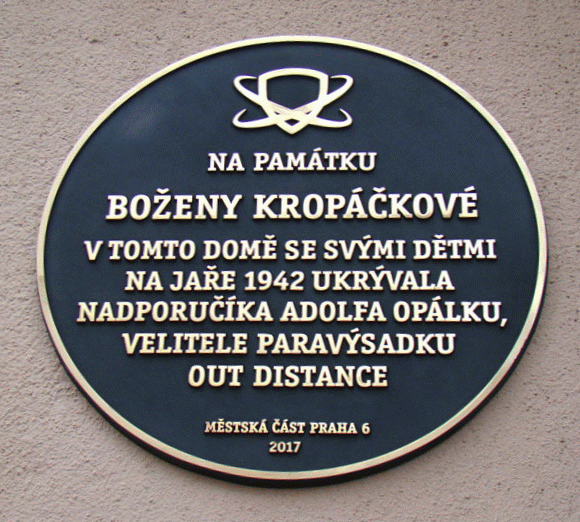
Pamětní deska na domě, kde se v květnu 1942 ukrýval Adolf Opálka - Buzulucká 678/6, Praha-Dejvice
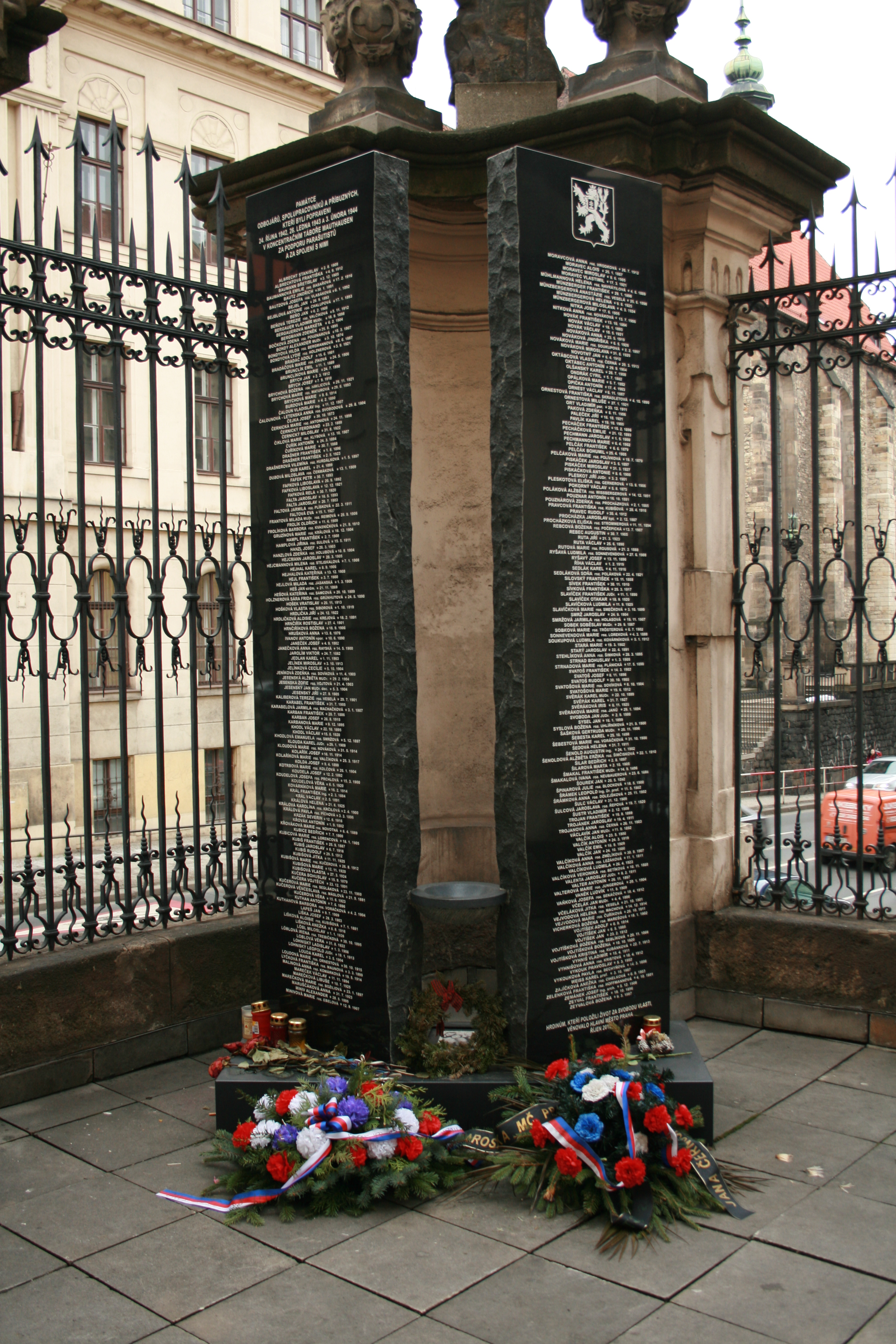
Pomník spolupracovníků parašutistů a jejich rodinných příslušníků na terase kostela sv. Cyrila a Metoděje v Resslově ulici v Praze